# Diaphanogryllacris trinotata
Diaphanogryllacris trinotata is een rechtvleugelig insect uit de familie Gryllacrididae. De wetenschappelijke naam van deze soort is voor het eerst geldig gepubliceerd in 1870 door Walker.